# Gunther Gräben
Gunther "Gustav" Gräben va ser un ciclista alemany que es va especialitzar en el ciclisme en pista, concretament en el mig fons, on va guanyar una medalla medalla de plata, com amateur, al Campionat del món de 1898 per darrere del britànic Albert-John Cherry.

## Palmarès
- 1896
  - 1r a la Rund um Berlin
- 1897
  - 1r a la Rund um Berlin